# Ющишин, Вадим Евгеньевич
Вади́м Евге́ньевич Ющи́шин (укр. Вадим Євгенович Ющишин; 23 ноября 1999, Львов) — украинский футболист, вратарь одесского «Черноморца».

## Биография
Воспитанник львовских «Карпат», в футболке которых выступал в ДЮФЛУ. Накануне старта сезона 2016/17 годов переведён в юношескую команду «зелено-белых», а уже начиная со следующего сезона играл в карпатовской «молодежке», цвета которой защищал в течение двух сезонов.
В преддверии старта сезона 2019/20 годов перебрался в «Верес». Отыграл в команде два сезона, вместе с командой выиграл сначала группу «А» Второй лиги, а затем и Первую лигу Украины. Однако в чемпионатах Украины не сыграл ни одного матча. Дебютировал в футболке ровенского клуба 8 сентября 2020 в победном (5:0) выездном поединке кубка Украины против черкасского «Днепра». Вадим вышел на поле на 62-й минуте, заменив Богдана Когута. Этот матч так и остался единственным для Ющишина в составе «Вереса».
В конце июля 2021 отправился в аренду в «Ужгород». В футболке «горожан» дебютировал 1 августа 2021 в проигранном (1:3) выездном поединке 1-го тура Первой лиги Украины против харьковского «Металлиста». Вадим вышел на поле в стартовом составе и отыграл весь матч.